# Sinosaurus
Sinosaurus („čínský ještěr“) byl rod středně velkého masožravého dinosaura (teropoda), který žil v období počátku jury na území dnešní Číny (provincie Jün-nan, geologické souvrství Lu-feng).

## Popis
Sinosaurus žil před zhruba 200 miliony let a podle dřívějších odhadů dosahoval délky asi 5,5 metru a hmotnosti kolem 300 kg (lebka měří na délku kolem 52 cm). Podle odborné práce z roku 2024 však vážil spíše kolem 850 kg, takže byl jedním z největších známých raně jurských teropodů přinejmenším na území Asie.
Stejně jako jeho nejbližší příbuzní z čeledi Dilophosauridae představoval lehce stavěného predátora, který zřejmě útočil na středně velké býložravé dinosaury i jiné obratlovce žijící ve stejných ekosystémech (například sauropodomorfy rodu Yunnanosaurus). Je možné, že tento středně velký a relativně štíhle stavěný predátor dokázal velmi rychle běhat.
Tento teropod je znám podle poměrně dobře zachovaného fosilního materiálu včetně několika dochovaných výlitků mozkovny.

## Paleoekologie
Tento predátor sdílel ekosystémy s dalšími ještě vývojově primitivními dinosaury druhu Lukousaurus yini (teropod), Bienosaurus lufengensis a Tatisaurus oehleri (tyreofoři), dále záhadným ornitopodem druhu "Dianchungosaurus lufengensis" a prosauropody druhu Anchisaurus sinensis, Lufengosaurus huenei, Lufengosaurus magnus, Jingshanosaurus xinwaiensis, Kunmingosaurus wudingensis, Chinshakiangosaurus chunghoensis, Yunnanosaurus huangi, "Yunnanosaurus" robustus a ještě dalším nepojmenovaným taxonem. Dalšími zde žijícími obratlovci pak byl pradávný savec Hadrocodium a četní terapsidé.